# 独占
獨占，或称独占，舊譯辜榷，一般指唯一的卖者在一个或多个市场，通过一个或多个阶段，面对竞争性的消费者，与买方垄断相反。在垄断中，永远只有一个卖家，有很高的进入门槛，商品通常是独一无二的。垄断者通常指垄断一个行业的公司或企业。
獨占者在市場上，能夠隨意調節價格與產量。壟斷能夠藉由在法律上獨享的特權、對供應來源的控制、或是企業間的聯手或協力行為（卡特爾）來達成。
一般认为，垄断的基本原因是进入障碍，也就是说，獨占廠商能在其市场上保持唯一卖者的地位，是因为其它企业不能进入市场并与之竞争。产生垄断的原因有：
- 自然垄断：生产成本使一个生产者比大量生产者更有效率。这是最常见的垄断形式。
- 资源垄断：关键资源由一家企业拥有（如：無綫電視的配音業）。
- 行政性垄断：政府给予一家企业排他性地生产某种产品或劳务的权利（public franchise）。
- 專賣：政府自行壟斷

## 垄断力量的来源
垄断企业的市场力量来自进入障碍(entry barriers)，即阻止或阻碍潜在竞争者在市场中竞争的环境。进入壁垒主要有三种类型：经济障碍、法律障碍和蓄意障碍。
- 经济障碍 (economic barriers): 经济障碍指的是阻碍经济增长的因素，如人口众多、为加快工业增长速度而采用的技术落后、交通设施不足、为提高农业生产率而进行的土地制度和技术改革不足等。经济壁垒包括规模经济、资本要求、成本优势和技术优势
- 法律障碍 (legal barriers): 法律障碍是指法律中规定的障碍，只有通过适当的法律程序（可能涉及议会或法院案件）才能消除或修改。法律权利可以为垄断商品市场提供机会。包括专利(patents)和版权(copyright)在内的知识产权可使垄断者独家控制某些商品的生产和销售。产权可使公司独占生产某种商品所需的材料。
- 蓄意障碍 (deliberate barriers): 阻碍竞争者进入某一市场的因素。这些因素可能是无辜的，例如，主导市场的公司拥有绝对的成本优势；也可能是故意或蓄意的。例如，高额的广告费用使新公司进入市场并站稳脚跟的成本非常高昂。
- 需求弹性 (elasiticity of demand)： 在完全垄断市场上，产品的需求曲线就是市场需求曲线。因为行业内只有一家企业，垄断者是唯一的卖方，所以，企业的需求就是整个市场的需求。垄断者是价格制定者(price-setter)，但也受到市场需求规律的限制。根据需求定律，如果制订的商品价格高，销售量必然下降，如果扩大销售量，就必须降价。这意味着垄断市场的需求和价格是反向变动的。因此，垄断者面临的需求曲线是一条向下倾斜的曲线，或者说是一条负斜率曲线。由于垄断企业控制了整个行业的供给(supply)，因此也就控制了整个行业的价格，成为价格制定者。垄断企业有两种经营决策：以较高的价格出售较少的产出(output)，或以较低的价格出售较多的产出。垄断企业的产品没有近似替代品。否则，其他企业就可以生产替代品来取代垄断企业的产品，垄断企业就不可能成为市场上的唯一供应商。因此，消费者别无选择。
- 规模经济 (economic of scale)：成本下降加上初始成本高，举例来说，如果该行业的规模足以支持一家公司达到最小有效规模，那么其他进入该行业的公司的经营规模将小于最小有效规模，因此无法以与占主导地位的公司具有竞争力的平均成本进行生产。如果占主导地位的公司的长期平均成本(Long-Run average cost -- LRAVC)不断下降，那么该公司将继续以最低成本提供商品或服务 (ATC=D=MC)。
- 资本要求 (Capital Requirements)： 需要投入大量资本的生产流程（可能是以巨额研发成本或大量沉没成本(sunk cost)的形式）会限制行业内公司的数量: 这就是规模经济的一个例子。
- 技术优势 (或称科技优势) (Technology Advantage)： 垄断企业可能更有能力获取、整合和使用最好的技术来生产产品，而新进入者要么不具备专业知识，要么无法满足最有效技术所需的高额固定成本(fixed cost)。
- 无替代品 (No Substitute)： 垄断企业销售的商品没有近似替代品。没有替代品使得对该商品的需求相对缺乏弹性，而且独一无二的商品更加吸引销售量，从而使垄断企业能够获取正利润。
- 控制自然资源 (自然垄断)： 垄断力量的一个主要来源是控制对最终产品生产至关重要的资源（如原材料 (raw resources)）。
- 网络外部性： 一个人对产品的使用会影响该产品对其他人的价值。这就是网络效应。使用某种产品的人数比例与该产品的需求量之间存在直接关系。换句话说，使用某种产品的人越多，其他人开始使用该产品的可能性就越大。这使得该产品变得了流行、时尚、在社交网络上爆火等，从而得以宣传。在市场力量(market power)的发展或获取方面，它也能起到至关重要的作用。当前最有名的例子就是微软办公套件和个人电脑操作系统的市场支配地位。
- 广告(Advertising)： 消费者忠诚度高的广告和品牌名称可能是难以克服的障碍。
- 操纵 (Manipulation)： 想要垄断市场的公司可能会采取各种蓄意行动来排斥竞争者或消除竞争。这些行为包括串通、游说政府当局和武力（见反竞争行为）。
- 先发优势 (First-mover advantage)：在某些行业，如电子行业，产品创新的速度非常快，现有企业在推出现有产品系列的同时，也在研发下一代产品，越快发售新产品的企业获得的利润会更大。新进入者注定要失败，除非他们有独创性的想法或能够开拓新的市场。

除了进入壁垒和竞争壁垒，退出壁垒也可能是市场力量的来源。退出壁垒是指使公司难以或昂贵地结束市场参与的市场条件。高昂的清算成本是退出市场的主要障碍。如果价格低于最低平均可变成本 (P<AVC,)，公司就会破产。

## 獨占公式
由于垄断者是其所生产产品的唯一卖者，因此，直接面对整个市场，换句话说，他将面对向下倾斜的市场需求。而买者人数众多，因此是竞争性的，也就是说，买者是价格接受者。因此，卖者可以通过控制产品价格，或者产量来最大化自己的利润，形成經濟租。
假设以{\displaystyle TR(Q),TC(Q)}来表示垄断者的总收益和总成本函数，{\displaystyle \pi (Q)}表示当生产{\displaystyle Q}个单位该产品时垄断者的利润水平。由此，垄断者的利润最大化问题为
{\displaystyle \max _{Q}\pi (Q)=TR(Q)-TC(Q)}。
则当{\displaystyle Q^{m}>0}为垄断者利润最大化产出的必要（但非充分）条件是，
{\displaystyle 0={\frac {d\pi (Q^{m})}{dQ}}={\frac {dTR(Q^{m})}{dQ}}-{\frac {dTC(Q^{m})}{dQ}}=MR(Q^{m})-MC(Q^{m})}。
这里，{\displaystyle MR(Q^{m})}和{\displaystyle MC(Q^{m})}分别称为边际收益和边际成本。
上述必要条件也可以解释为，垄断者总是在使得边际收入等于边际成本的情况下决定产量。
但是必须注意，如果垄断者的固定成本相当高，很可能导致其的利润最大化生产量为{\displaystyle Q^{m}=0}。因此必须把通过必要条件求出的{\displaystyle Q^{m}}代入利润函数{\displaystyle \pi (Q^{m})}确认利润大于等于零，若利润为负，则产量必然为{\displaystyle Q^{m}=0}。

## 图例

在竞争性市场中，Pc 水平线以上的部分是消费者剩余，以下的部分是生产者剩余。垄断者推高价格（从Pc到Pm），减少了消费（从Qc到Qm），但获得了部分消费者剩余。剩余的消费者剩余 (红色区域 英:consumer surplus)，扩大的生产者剩余用 (蓝色区域 英:producer surplus)。但是，提高价格意味着对价格敏感的消费者不会购买，从而造成无谓损失（黄色区域）。由于 Pc 线以下的黄色区域（垄断者因销售额下降而损失的部分）小于 Pc 线以上的蓝色区域（垄断者因价格上涨而获得的部分），因此垄断者获得了净收益，但社会却遭受了净损失；经济效率下降。

根据垄断者为所有消费者制定单一价格的标准模式，垄断者将以高于完全竞争企业的价格出售数量较少的商品。由于垄断者最终放弃了与那些对产品或服务的价值低于其价格的消费者的交易，垄断定价产生了无谓损失(黄色区域 英:Deadweight Loss)，指的是垄断者和消费者都没有得到的潜在收益。无谓损失是由于效率低下而给社会造成的成本。由于存在无谓损失，垄断者和消费者的总剩余（或财富）必然少于消费者通过完全竞争获得的总剩余。如果以贸易总收益来定义效率，那么垄断的效率就低于完全竞争。
常有人认为，随着时间的推移，垄断企业往往会降低效率，减少创新，变得 “固步自封”，因为它们不必为了在市场上竞争而提高效率或创新。有时，这种心理效率的丧失会增加潜在竞争者的价值，足以克服市场进入障碍，或为研究和投资新的替代品提供动力。可竞争市场理论认为，在某些情况下，（私人）垄断企业由于面临着被新进入者夺走垄断地位的风险，不得不表现得像存在竞争一样。当市场进入壁垒较低时，就可能出现这种情况。从长远来看，这也可能是因为其他市场存在替代品。
如右图,红线(D-需求,斜率向下需求定理),蓝线(MC-边际成本,斜率向上),绿线(MR-边际收入,斜率向下)。当MR=MC时,所对应的点 Qm 是最大收益的需求量,向上找到所对应的 平均成本(ATC-图中未显示) 点就是最大收益价格。当ATC(最低点)<D,Qm*Pm (需求*价格)的面积就是经济利润 (或经济收益)。
ATC(最低点)>D,经济损失(亏损)
ATC(最低点)=D,正常收益(不亏不赚)
ATC(最低点)<D,经济收益(赚取)

## 相关公式
TC(总成本)=FC(固定成本英:fixed cost)+VC(变动成本英:variable cost)
ATC(平均总成本)= △TC/△Q

## 獨占的表現形式
- 普爾（短期价格协定）
- 卡特尔（保證共同市場利益的默契）
- 辛迪加（連鎖）
- 托拉斯（一家獨霸）
- 康采恩（財閥股份集團）

## 各地的獨占

### 中國

#### 古代
中國自古稱壟斷為“榷”。古代中國的鹽、鐵、茶長期屬於官營壟斷事業，因為能謀取暴利，當国家出现了财政危机，為貼補國用不足，就會實行禁榷制度。

### 美國
截至2022/4，美国的微软（Microsoft）公司的操作系统Windows仍占据市场上74.83%的份额 （页面存档备份，存于），但于2009/1时，其占据95.42%的份额 （页面存档备份，存于）
美国的谷歌(英:Google)公司就是一个垄断例子。作为默认搜索引擎，谷歌浏览器(英:Google Chorme)可以比竞争对手获得更多数据，从而改进算法和搜索结果，使竞争对手更难吸引用户。谷歌通过分享部分广告收入，向其他公司支付费用，以将其搜索引擎设置为默认设置。更恰当的说法是，谷歌是寡头垄断的一部分，也就是说，谷歌是生产类似产品并控制整个市场的少数几家公司之一。

## 政府批准实施的垄断
通常，政府在基本的服务和財貨方面会实行垄断（例如：水、电）

## 危害
垄断是市场竞争的必然结果，但垄断的出现恰恰会破坏竞争机制，进而影响社会资源优化配置、技术革新和经营者组织效率，损害消费者利益或造成社会公共利益的损失。

## 反垄断
因此，各国均设立了反垄断执法机构，通过制定反垄断法规制垄断行为，所涉及的垄断行为包括垄断协议、滥用市场支配地位、经营者集中和行政性垄断。
米尔顿·弗里德曼则认为，反垄断法弊大于利，但没有必要的垄断应通过废除关税和其他法规来解除垄断。
“没有政府通过关税或其他手段给与显性或隐性的支持，很少能够形成垄断。戴比尔斯钻石垄断是我们所知的唯一一个成功的垄断案例（即使是戴比尔斯也为各种反非法钻石交易法规所保护）。在自由市场中，全球卡特尔消失的会更快。”

### 中国
- 中华人民共和国反垄断法

### 美国
- 谢尔曼反托拉斯法（1890年）
- 克莱顿反托拉斯法（1914年）

### 日本
- 禁止垄断法（1947）